# Янкус, Юозас Юргисович
Юозас Юргисович (Юргевич) Я́нкус (1912—1999) — советский литовский художник театра. Народный художник Литовской ССР (1957). Лауреат Сталинской премии третьей степени (1952).

## Биография
Родился 20 февраля (4 марта) 1912 года. В 1936 году окончил художественную школу в Каунасе. В 1936—1940 годах работал учителем гимназии в Шяуляе. В 1942—1953 годах работал художником в драматических театрах Шяуляя, Клайпеды, Вильнюса. В 1953—1975 годах главный художник ГАТОБ Литовской ССР. С 1936 года участвовал в художественных выставках. Умер 5 января 1999 года в Вильнюсе.
Работы мастера хранятся в Литовском художественном музее, Литовском музее театра, музыки и кино.

## Театральные работы
Литовский национальный драматический театр
- 1951 — «Незабываемый 1919-й» В. В. Вишневского
- 1959 — «Гамлет» Шекспира
- 1965 — «Фауст» И.-В. Гёте

Каунасский государственный драматический театр
- 1957 — «Геркус Мантас» Ю. Грушаса

Литовский национальный театр оперы и балета
- 1956 — опера «Пиленай» В. Ю. Кловы
- 1957 — балет «Аудроне» Ю. С. Индры
- 1960 — балет «Эгле — королева ужей» Э. Бальсиса
- 1962 — балет «Эсмеральда» Ц. Пуни
- 1963 — опера «Любовь к трём апельсинам» С. С. Прокофьева
- 1965 — опера «Город солнца» А. Й. Рачюнаса
- 1972 — опера «Галька» С. Монюшко
- 1975 — балет «На берегу моря» Ю. Юзелюнаса

## Награды и премии
- орден Трудового Красного Знамени (1954)[3]
- народный художник Литовской ССР (1957)
- заслуженный деятель искусств Литовской ССР (1954)
- Сталинская премия третьей степени (1952) — за оформление спектакля «Незабываемый 1919-й» В. В. Вишневского на сцене ГТД Литовской ССР